# Dan Skogsäter
Dan Skogsäter född 29 oktober 1952 i Älvsborg Göteborgs och Bohus län, svensk kompositör och musiker.

## Filmmusik
- 1970 – Mera ur Kärlekens språk